# 얀 피어스

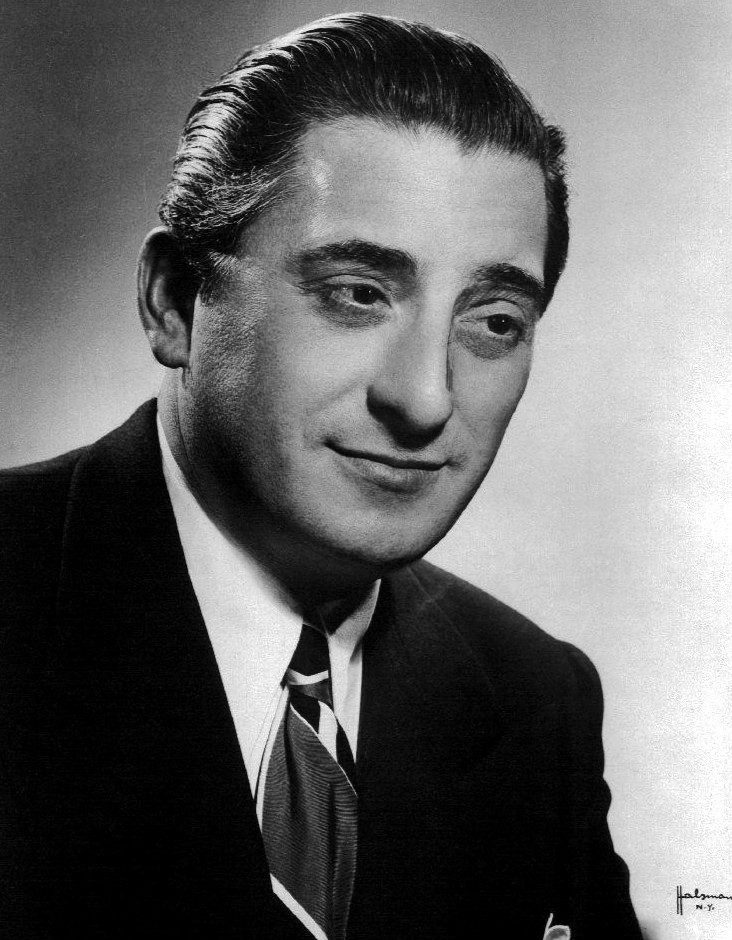
1953년

얀 피어스(Jan Peerce, 1904년 6월 3일 ~ 1984년 12월 15일)는 미국의 오페라 테너 가수이다.
본명은 야콥 팔레므스(Jacob Pincus Perelmuth)이며
미국 뉴욕의 한 유대계 미국인 가정에서 태어났다.
처음에는 바이올리니스트를 지망하였으나 무심코 부른 노래로 스카우트되어 1933-1939년 사이에 라디오 시티 뮤직홀에 출연, 그동안 오페라의 공부에 힘쓰고는 1939년에 신시내티에서 <리골레토>의 공작 역을 맡아 데뷔하였다. 1941년 이후 메트로폴리탄가극장의 수석 테너로 활약하였으나 토스카니니의 추천을 받아 그가 지휘하는 NBC의 오페라 방송에서 <보엠>, <피델리오>, <춘희>, <가면무도회> 등을 불렀으며 이 방송은 동시에 레코드화되기도 하였다. 그의 목소리는 극적 박력에 가득차 긴장도가 높은 성질(聲質)인 만큼 설득력이 있다.
1984년 12월 15일 뉴욕 뉴로셸의 자신의 집에서 80세의 나이로 사망했다.